# Касио, Сэйитиро
Сэйитиро Касио (яп. 柏尾誠一郎 Касио Сэйитиро:, 2 января 1892, Осака, Япония - 6 сентября 1962) — японский теннисист, один из первых японских олимпийских призёров.

## Биография
Сэйитиро Касио родился в 1892 году в Осаке, окончил Токийскую Высшую коммерческую школу (ныне — Университет Хитоцубаси). Он был принят на работу в компанию Mitsui & Co. и стал работать в её ньюйоркском филиале.
В 1918 и 1919 годах Сэйитиро Касио принял участие в Национальном чемпионате США по теннису. В 1920 году он принял участие в летних Олимпийских играх в Антверпене, и несмотря на то, что не сумел завоевать медалей в одиночном разряде, стал серебряным призёром в паре с Итией Кумагаэ.
В 1921 году Сэйитиро Касио стал членом первой сборной Японии в Кубке Дэвиса, также он принял участие в Кубке Дэвиса 1923 года, дойдя в паре с Дзэндзо Симидзу до полуфинала.